# David Rousing
David Erik Wigant Rousing (født 26. juli 1970) er en dansk skuespiller.
David Rousing er uddannet fra Skuespillerskolen ved Aarhus Teater i 1999. Han har siden hen haft en lang række roller på teater, film og TV. På teatret har han blandt andet medvirket i Hamlet på Aalborg Teater iscenesat af Kasper Holten, Folketeatrets udgave af Jeppe på Bjerget med Ole Thestrup i hovedrollen og dramatiseringen af Peter Høegs Kvinden og aben på Team Teatret. På TV og film har han blandt andet medvirket i den Emmy-nominerede Tv-serie Mille, Langt fra Las Vegas, og filmkomedien Grønne Hjerter hvor han ses i rollen som Farfar. Foruden at være skuespiller, er David Rousing uddannet journalist fra Danmarks Medie- og Journalisthøjskole. Han var tilknyttet Politiken en periode som klummeskribent. I 2012 debuterede, han som dramatiker med stykket Blind Vej på Taastrup Teater i 2012 og som forfatter i 2017 med det lyriske værk Født I Går. Har desuden været idémand til en række revytekster.
Han har tidligere været samboende med Maibritt Saerens.

## Udvalgt filmografi
- Manden bag døren (2003)
- Grønne hjerter (2006)
- Kandidaten (2008)
- Smuk  (2022)[1]
- Vogter (2023)

### Tv-serier
- Skjulte Spor (2000-2001)
- Langt fra Las Vegas (2003)
- Mille (2009)
- Rita (2014)
- Gidseltagningen II (2018)
- DNA (2019)
- Ambassadøren (2019)
- Når Støvet Har Lagt Sig (2019)
- Sygeplejeskolen (2020)
- Sommerdahl (2021)
- Den som Dræber III (2022)
- Sunday (2022)